# Nobody but Me
Nobody but Me je deváté studiové album kanadského zpěváka Michaela Bublé. Vydáno bylo 21. října roku 2016 společností Reprise Records. Kromě nových písní se na desce vyskytují také coververze starých písní, například „I Wanna Be Around“ či „God Only Knows“. Vedle klasické verze vyšlo album také v deluxe edici, jež obsahuje tři další písně.

## Seznam skladeb
1. „I Believe in You“ (Alan Chang)
2. „My Kind of Girl“
3. „Nobody but Me“ (Alan Chang, Bryan Lipps, Erik Kertes, Jason Goldman)
4. „On an Evening in Roma (Sotter Celo de Roma)“
5. „Today Is Yesterday's Tomorrow“
6. „The Very Thought of You“ (Ray Noble)
7. „I Wanna Be Around“ (Sadie Vimmerstedt, Johnny Mercer)
8. „Someday“
9. „My Baby Just Cares for Me“ (Walter Donaldson, Gus Kahn)
10. „God Only Knows“ (Brian Wilson Tony Asher)